# Takeshi Aono
Takeshi Aono (青野 武?, Aono Takeshi; Asahikawa, 19 giugno 1936 – Hachiōji, 9 aprile 2012) è stato un attore e doppiatore giapponese.

## Biografia
Laureato alla Hokkaidō Asahikawa Higashi High School, ha lavorato per l'Aoni Production. Aono era conosciuto per i numerosi doppiaggi in molti anime e videogiochi. Nel 2010 gli venne diagnosticato un aneurisma aortico e il 26 maggio dello stesso anno venne colto da un infarto che lo costrinse a ritirarsi dal suo lavoro di doppiatore.
È deceduto il 9 aprile 2012 all'età di 75 anni per infarti cerebrali multipli post-operazione.

## Filmografia

### Serie animate
- Clannad (Toshio Kōmura)
- Star Blazers (Shiro Sanada)
- Legend of the Galactic Heroes (Murai)
- Lodoss to Senki (Record of Lodoss War) (Wagnard)
- Dragon Ball (Grande Mago Piccolo, Dio della Terra, Sergente Murasaki)
- Chi ha bisogno di Tenchi? (Nobuyuki Masaki e Katsuhito Masaki)
- Magica Pretty Sammy (Genjuro Hagakure e Nobuyuki Onijigoku)
- Ninja Scroll (Dakuan)
- The Arcadia of My Youth (Murigson)
- Giant Robot: Il giorno in cui la Terra si fermò (Issei)
- Ken il guerriero (Rihaku)
- GeGeGe no Kitarou (Serie 3 e 5) (Nurarihyon)
- Ginga: Nagareboshi Gin (Benizakura)
- Eureka SeveN (Axel Thurston)
- Yu-Gi-Oh! (Sugoroku Mutō (a.k.a. Solomon Moto))
- Naruto (Tazuna)
- Kiteretsu Daihyakka (Kumahachi Kumada)
- D•N•Angel (Daiki Niwa)
- Cowboy Bebop (Doohan)
- One Piece (Drakul Mihawk)
- Shaman King (Yohmei Asakura)
- Sol Bianca (Batros)
- Trigun (Stan)
- Prefectural Earth Defense Force (Scope Tsuruzuki)
- Firestorm (Jack Morgan)
- Ranma ½ (Kin'nee e nonno di Shinnosuke)
- Nurarihyon in GeGeGe no Kitaro (terza e quinta serie)
- Yakitate!! Japan (Miki Norihei)
- Mahou Sentai Magiranger (Bullrates)
- Yu-Gi-Oh! GX (Dr. Albert Zweinstein)
- Kiss Me Licia (Shige-san Mitamura)
- D.Gray-man (Bookman)

### Film animati
- Golgo 13 (Pablo)
- One Piece: Per tutto l'oro del mondo (Ganzo)
- One Piece: Avventura all'Isola Spirale (Skunk One)
- One Piece: Il tesoro del re (Hageoumu)
- One Piece: Trappola mortale (A.A.A.)
- One Piece: La spada delle sette stelle (Boo Kong)
- One Piece: L'isola segreta del barone Omatsuri (Kerojii)
- One Piece: I misteri dell'isola meccanica (Gonzou)
- One Piece: Un'amicizia oltre i confini del mare (Lassiù)
- One Piece: Il miracolo dei ciliegi in fiore (E. C. 1)
- The Art of Fighting: L'occhio di Sirio (Ryuhaku Todoh)

### Videogiochi
- Ape Escape 3 (Roy Campbell)
- ASH: Archaic Sealed Heat (Bullnequ)
- Battle Arena Toshinden 3 (Toujin)
- Blood Will Tell: Tezuka Osamu's Dororo (Volpe a nove code)
- Bloody Roar 3 (Kohryu)
- Bloody Road: Primal Fury (Kohryu)
- Bloody Roar 4 (Kohryu)
- Capcom vs. SNK 2 (Ryuhaku Todoh)
- Dead or Alive (Gen Fu)
- Dead or Alive 2 (Gen Fu)
- Dead or Alive 3 (Gen Fu)
- Dead or Alive 4 (Gen Fu, Muramasa)
- Dragon Ball Z: Budokai (Dio della Terra)
- Dragon Ball: Advanced Adventure (Grande Mago Piccolo)
- Dragon Ball Z: Budokai 3 (Dio della Terra)
- Dragon Ball Z: Budokai Tenkaichi 3 (Grande Mago Piccolo)
- Dragon Ball: Revenge of King Piccolo (Sergente Murasaki, Grande Mago Piccolo)
- Dragon Force II: Kamisarishi Daichi ni (Kansuke)
- Final Fantasy IV (Remake) (Cagnazzo)
- Linda Cube (Yataro Emori)
- Makai Kingdom: Chronicles of the Sacred Tome (Babylon)
- Mega Man 8 (Dr. Wily)
- Mega Man Battle & Chase (Dr. Wily, Spring Man)
- Mega Man X4 (Dr. Wily)
- Mega Man X6 (Isoc, Ground Scaravich)
- Mega Man: Powered Up (Dr. Wily)
- Metal Gear Solid (Roy Campbell)
- Metal Gear Solid 2: Sons of Liberty (L'IA di Roy Campbell)
- Metal Gear Solid 3: Snake Eater (Aleksandr Granin, Roy Campbell)
- Metal Gear Solid 4: Guns of the Patriots (Roy Campbell)
- Musashi: Samurai Legend (Master Mew)
- Naruto: Ultimate Ninja (Tazuna)
- Ninja Gaiden (Muramasa)
- Ninja Gaiden Dragon Sword (Muramasa)
- Ninja Gaiden 2 (Muramasa)
- One Piece: Grand Battle (Drakul Mihawk)
- One Piece: Unlimited Adventure (Drakul Mihawk)
- Power Stone (Kraken)
- Power Stone 2 (Kraken; versione PSP)
- Reveal Fantasia: Mariel to Yōsei Monogatari (Gaily)
- Sands of Destruction (Elephas Rex)
- Shaman King: Spirit of Shamans (Yohmei Asakura)
- Super Adventure Rockman (Dr. Wily)
- Super Dragon Ball Z (Grande Mago Piccolo)
- Super Smash Bros. Brawl (Roy Campbell)
- Tales of Symphonia (Rodyle)
- Tatsunoko Fight (Astral Chameleon, Typhoon Holamar)
- Tekken 5 (Jinpachi Mishima)
- Tekken Tag Tournament 2 (Jinpachi Mishima)
- Tobal No. 1 (Oliems)
- Valkyria Chronicles II (Laurence Kluivert)

### Altri ruoli
- Adam-12 (Pete Malloy (Martin Milner))
- La famiglia Addams (Zio Fester (Christopher Lloyd))
- Alien (S.E. Brett (Harry Dean Stanton))
- Ritorno al futuro (Dottor Emmett Brown (Christopher Lloyd))
- Batman (The Joker (Mark Hamill))
- Ernest P. Worrell serie (Ernest P. Worrell (Jim Varney))
- 1997: Fuga da New York (Japan Television) (Snake Plissken (Kurt Russell))
- Gli amici di papà (Nick Katsopolis (John Aprea))
- Il padrino (Carlo Rizzi (Gianni Russo))
- Il padrino - Parte II (Vito Corleone (Robert De Niro))
- Poliziotto sprint (Marco Palma) (Maurizio Merli)
- Basil l'investigatopo (Basil (Barrie Ingham))
- Harry Potter (Argus Gazza (David Bradley))
- Mamma, ho perso l'aereo (Harry Lyme (Joe Pesci))
- Mamma, ho riperso l'aereo - Mi sono smarrito a New York (Harry Lyme (Joe Pesci))